# Dotzigen
Dotzigen is een gemeente en plaats in het Zwitserse kanton Bern, en maakt deel uit van het district Seeland.
Dotzigen telt 193 inwoners.